# 二花对叶兰
二花对叶兰（学名：Neottia biflora），为兰科鸟巢兰属下的一个植物种。种加词 biflora 意为“二花的”。